# Missian

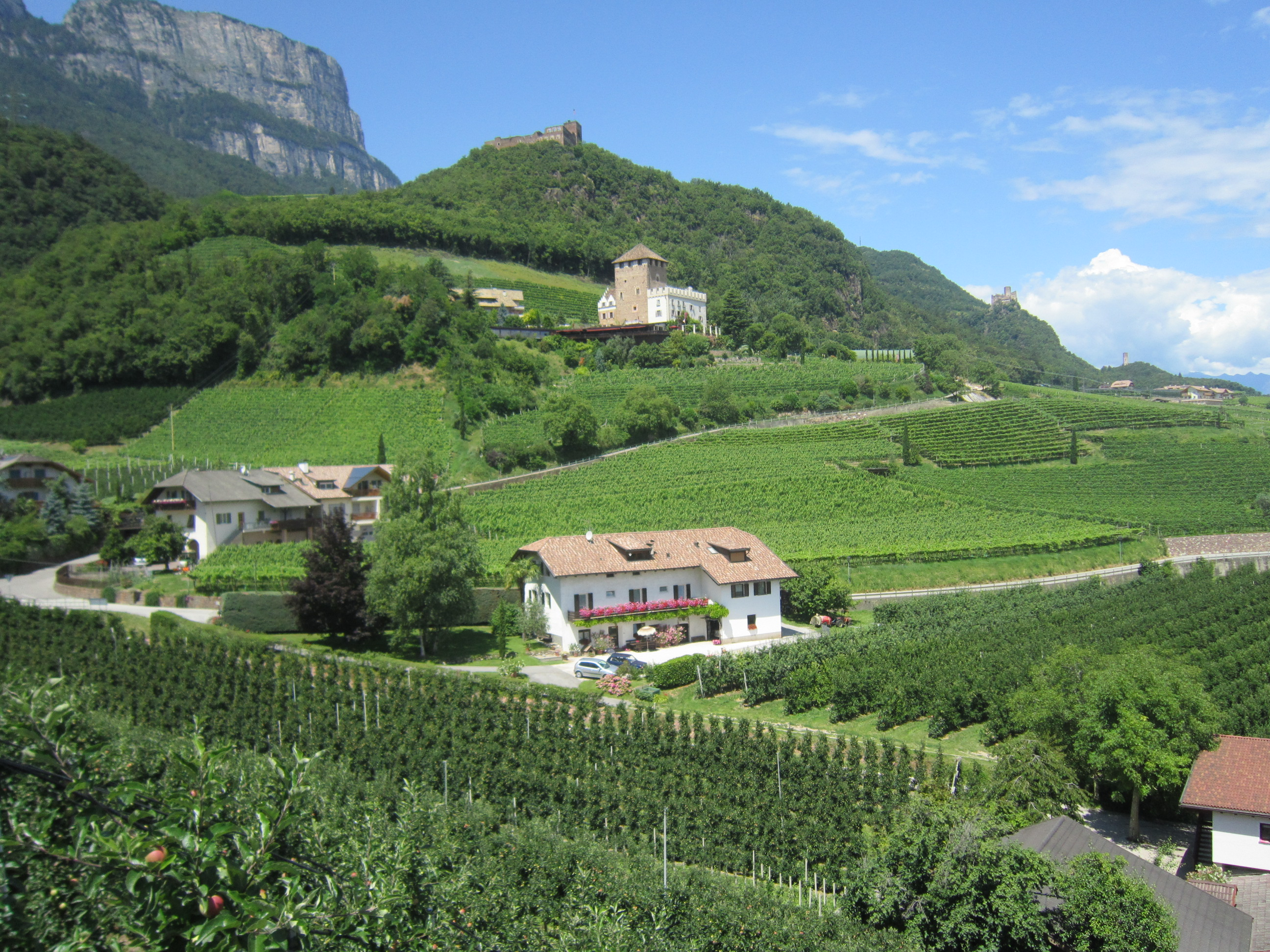
Drei-Burgen-Blick: links Schlossruine Boymont, in der Mitte Schloss Korb, rechts Burg Hocheppan

Missian (italienisch Missiano) ist eine Fraktion der Gemeinde Eppan in Südtirol (Italien). Missian liegt auf 382 m s.l.m. im Überetsch und hat 240 Einwohner (Volkszählung 2001).

## Geschichte
Der Ortsname geht wohl auf die Antike zurück. Es liegt vermutlich ein römischer Prädialname Messianum mit der Bedeutung „Landgut der Messius-Familie“ zugrunde.
Die Siedlung Messan wird bereits 1184–1186 im Traditionsbuch von Kloster Schäftlarn urkundlich erstmals erwähnt. Dann als Missan und Mixan, im Jahr 1272 als Misan und im Jahr 1379 als Myssan; erst ab 1450 wird die heutige Form des Ortsnamens Missian verwendet. Im Jahr 1497 verpflichtete König Maximilian I. die Gemeinschaft von Missan, sich an einer allgemeinen Wassersteuer zu beteiligen, um die durch Überschwemmungen entstandenen Schäden an der lanndtstrassen gen Eppan sowie an der prugk zu Sigmundskron und am Mos zu beseitigen.

## Sehenswürdigkeiten
Auf einem weithin sichtbaren mit Weinreben bepflanzten Hügel steht die Kirche St. Zeno und Apollonia. Sie wurde anstelle des gotischen Baues in den Jahren 1841 bis 1843 in klassizistischen Stilformen errichtet.
Bekannt ist Missian für die drei Burgen, die oberhalb des Ortes liegen. Dabei handelt es sich um die Burg Hocheppan mit den romanischen Fresken der Burgkapelle Hocheppan, das Schloss Boymont und das Schloss Korb. Die Adelssitze sind durch den 3-Burgen-Wanderweg miteinander verbunden. Auf dem steilabfallenden Moränenhügel südöstlich der Kirche lag zudem einst die Stammburg der Herren Fuchs von Fuchsberg, von der nur wenige Reste erhalten sind.
Der Missianer Dorfplatz vor der Kirche mit Widum und ehemaligem Mesnerhaus ist ein idyllisches Plätzchen, das zum Verweilen einlädt.

## Bildung
In Missian gibt es eine nach dem auf Schloss Korb geborenen Friedrich Teßmann benannte Grundschule für die deutsche Sprachgruppe.